# 君嶋麻耶
君嶋麻耶（1987年9月8日—）是一名日本男性演员兼时装模特，其经纪公司为星尘传播。

## 个人简介
- 他喜愛读书，喜欢的音乐人是电台司令和艾略特·史密斯，專長是籃球、游泳和彈吉他。
- 他於2010年3月从明治学院大学毕业。之后于2010年5月27日的博客上宣布将投身星尘传播旗下，并在2010年9月的《假面骑士OOO》中饰演後藤慎太郎。他在电影《假面騎士×假面騎士 OOO & W feat. Skull Movie大戰 Core》中，比電視本編更早声演假面骑士Birth一角（他在電視本編中要到2011年6月才出演此角色）。[2]

## 出演

### 电视剧
- TOKYO FASHION EXPRESS（2009年3月8日、NHK BS1）
- 东京KAWAII TV（2009年5月16日、NHK総合）
- T-ROCKS（2009年7月、富士电视台 ONE/TWO/NEXT）
- 無法坦誠相對（2010年5月27日、富士电视台）
- 假面骑士OOO（2010年9月5日－2011年8月28日、朝日电视台） 饰 後藤慎太郎/假面骑士Birth（声演）/假面骑士Birth Prototype（声演）
- 美麗的天雨（2012年7月1日－9月16日、富士电视台） 饰 立花健太
- 薄櫻記（2012年、NHK BS Premium） 饰 清水一学
- 無名毒（2013年8月12日－9月16日、TBS） 飾 外立研治
- MARUMO的規定特別篇2（2014年9月28日、富士电视台）
- 家政夫三田園（2016年、朝日電視台） 飾 金森一成
- 東京妄想女子 第4話（2017年2月8日、日本電視台）
- 法庭之龍 第3話（2025年1月31日、東京電視台）

### 电影
- 假面騎士×假面騎士 OOO & W feat. Skull Movie大戰 Core（2010年12月18日上映、東映） 饰 後藤慎太郎/假面骑士Birth（声演）
- 假面騎士OOO WONDERFUL 將軍與21枚核心硬幣（2011年8月6日上映、東映） 饰 後藤慎太郎
- 假面騎士×假面騎士 Fourze & OOO Movie大戰 Mega Max（2011年12月10日上映、東映） 饰 後藤慎太郎/假面骑士Birth（声演）
- 假面騎士×超級戰隊 超級英雄大戰（2012年4月21日上映、東映） 饰 假面骑士Birth（声演）
- 黑金丑島君 第2部（2014年5月16日、東寶） 飾 一翔

### MV
- GReeeeN《歩み（日语：歩み (GReeeeNの曲)）》，环球音乐（2009年1月28日发售）
- CHiE，环球音乐（2010年11月24日发售）
- 真崎ゆか《Last Kiss feat.KG》，环球音乐（2011日2月16日发售）
- 伊達明&後藤慎太郎（C.V.岩永洋昭&君嶋麻耶）《Reverse / Re：birth》，Avex Entertainment（2011年7月27日发售）
- DEEP「True Love」rhythm zone（2011年12月14日發售）
- 沐月「winter fall」avex entertainment（2013年12月7日公開）
- indigo la End「夜汽車は走る」unBORDE（2015年2月4日發售）
- indigo la End「夏夜のマジック」（2015年6月17日發售）

### 杂志
- 内外出版社（日语：内外出版社）《CHOKi CHOKi（日语：CHOKi CHOKi）》2007年11月号
- Index Communications Corporation（日语：インデックス・コミュニケーションズ）《BiDaN（日语：BiDaN）》
- 日之出出版（日语：日之出出版）《FINEBOYS（日语：FINEBOYS）》
- 宝島社《smart》2008年10月号
- 集英社《PINKY（日语：PINKY）》2009年1月号
- 宝島社《mini》2009年3月、4月、9月号
- 小学館《PS》2009年7月号